# Saint Lucia Olympic Committee
Das Saint Lucia Olympic Committee (IOC code: LCA) ist das Nationale Olympische Komitee von St. Lucia und verantwortlich für die Vertretung des Landes bei den Olympischen Spielen.

## Geschichte
Das Olympische Komitee wurde 1987 gegründet und 1993 vom Internationalen Olympischen Komitee anerkannt.